# 四階十二面體

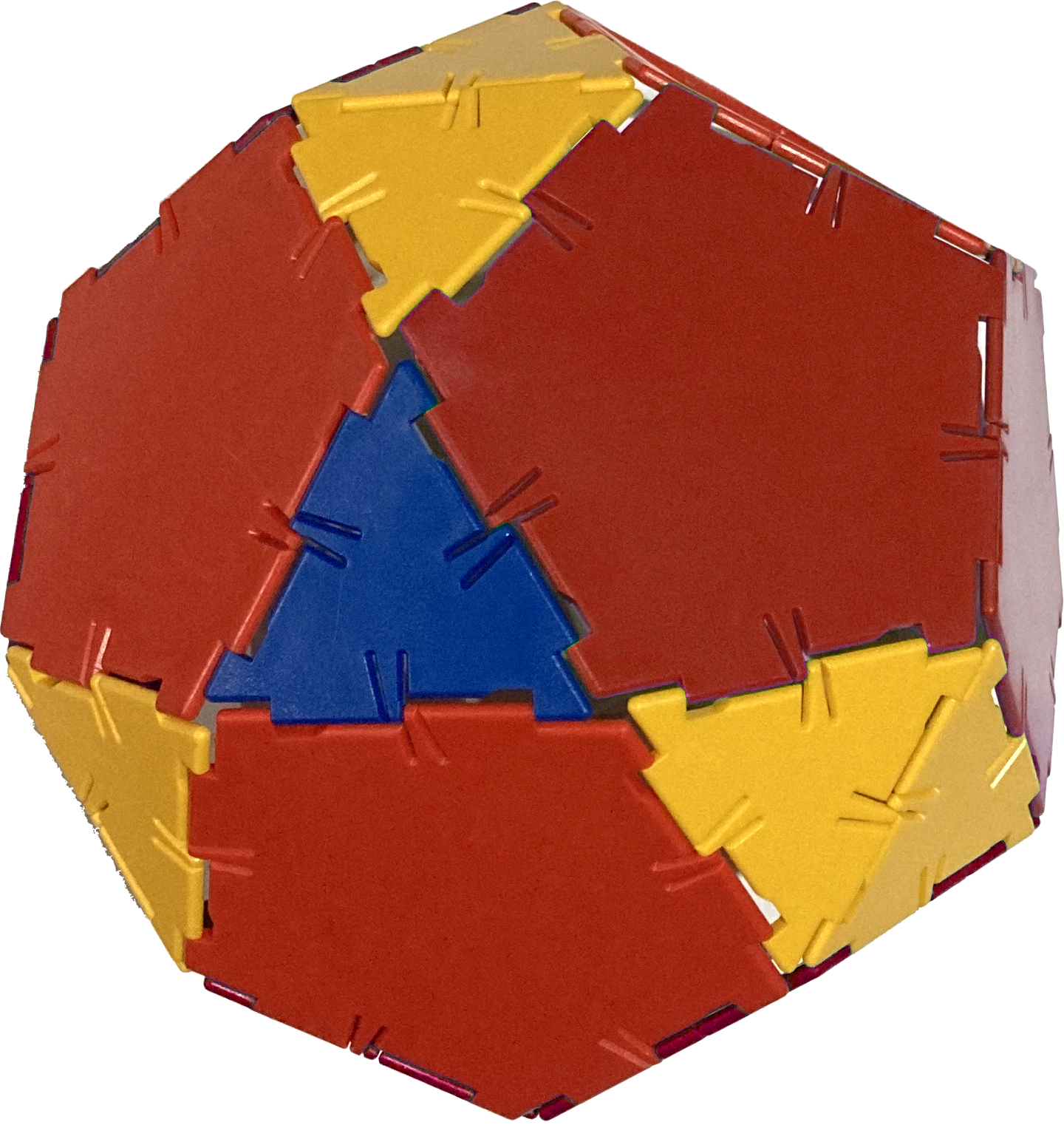
四階十二面體是一種擬詹森多面體，因此使用全部都是正多邊形的拼片仍可拼出一個四階十二面體的模型，但面與面之間將會出現物理上可以忽略的微小空隙

在幾何學中，四階十二面體（英語：Tetrated dodecahedron），又稱為四次十二面體是一種擬詹森多面體。它最早於2002年由亞歷克斯·多斯基（Alex Doskey）發現，於2003年時，由羅伯特·奧斯汀（Robert Austin）獨立地重新發現並命名。
四階十二面體共有28個面，包含了12個正五邊形和16個三角形，其中12個正五邊形可分為四組，每組為三個相鄰，等同於正十二面體的頂點；16個三角形中有四個是正三角形（以藍色表示）和6組等腰三角形。四階十二面體除了上述等腰三角形的底之外，所有的邊皆等長，等腰三角形的底長約為該邊長之1.07倍，與正三角形十分接近，因此稱四階十二面體是一種擬詹森多面體。
四階十二面體具有四面體群的對稱性。

## 展開圖
下圖為四階十二面體的展開圖。在這個展開圖中，12個正五邊形和16個三角形根據它們於四面體對稱的位置著上了顏色：

## 對偶多面體
四階十二面體的對偶多面體同樣是一種28面體，具有28個面、54條邊以及28個頂點，但面的形狀與正多邊形有一些差距，由12個鳶形、12個梯形以及4個正三角形組成。
| 圖像 | 展開圖 |
| ---- | ------ |
|      |        |

## 相關多面體
| 十二面體 （柏拉圖立體） | 截半二十面體 （阿基米德立體） | 同相雙五角罩帳 （詹森多面體） |
| ----------------------- | ----------------------------- | ----------------------------- |
|                         |                               |                               |
|                         |                               |                               |